# Amy Goodman

Amy Goodman (2019)

Amy Goodman (* 13. April 1957 in Bay Shore, New York) ist eine US-amerikanische Journalistin, Buchautorin und Fernsehmoderatorin. Bekanntheit erlangte sie besonders durch die von Pacifica Radio WBAI präsentierte tägliche Sendung Democracy Now, die sie als langjährige Nachrichtenredakteurin 1996 mitbegründete.
Goodman setzt sich vor allem für Demokratie und Menschenrechte ein sowie für die Unabhängigkeit der Medien.

## Leben
Amy Goodman wurde in New York als Tochter jüdischer Eltern geboren. Ihr Vater war Augenarzt, ihre Mutter Lehrerin für Literatur und später Sozialarbeiterin. Ihr Großvater mütterlicherseits und ihr Urgroßvater väterlicherseits waren orthodoxe Rabbiner, ihre Großmutter mütterlicherseits stammte aus Rivne in der Ukraine. Goodman besuchte die Bay Shore High School und studierte danach am Radcliffe College (Teil der Harvard University) sowie am College of the Atlantic Anthropologie. Ihr dortiges Studium schloss sie im Jahr 1984 ab.

## Journalistische Arbeit

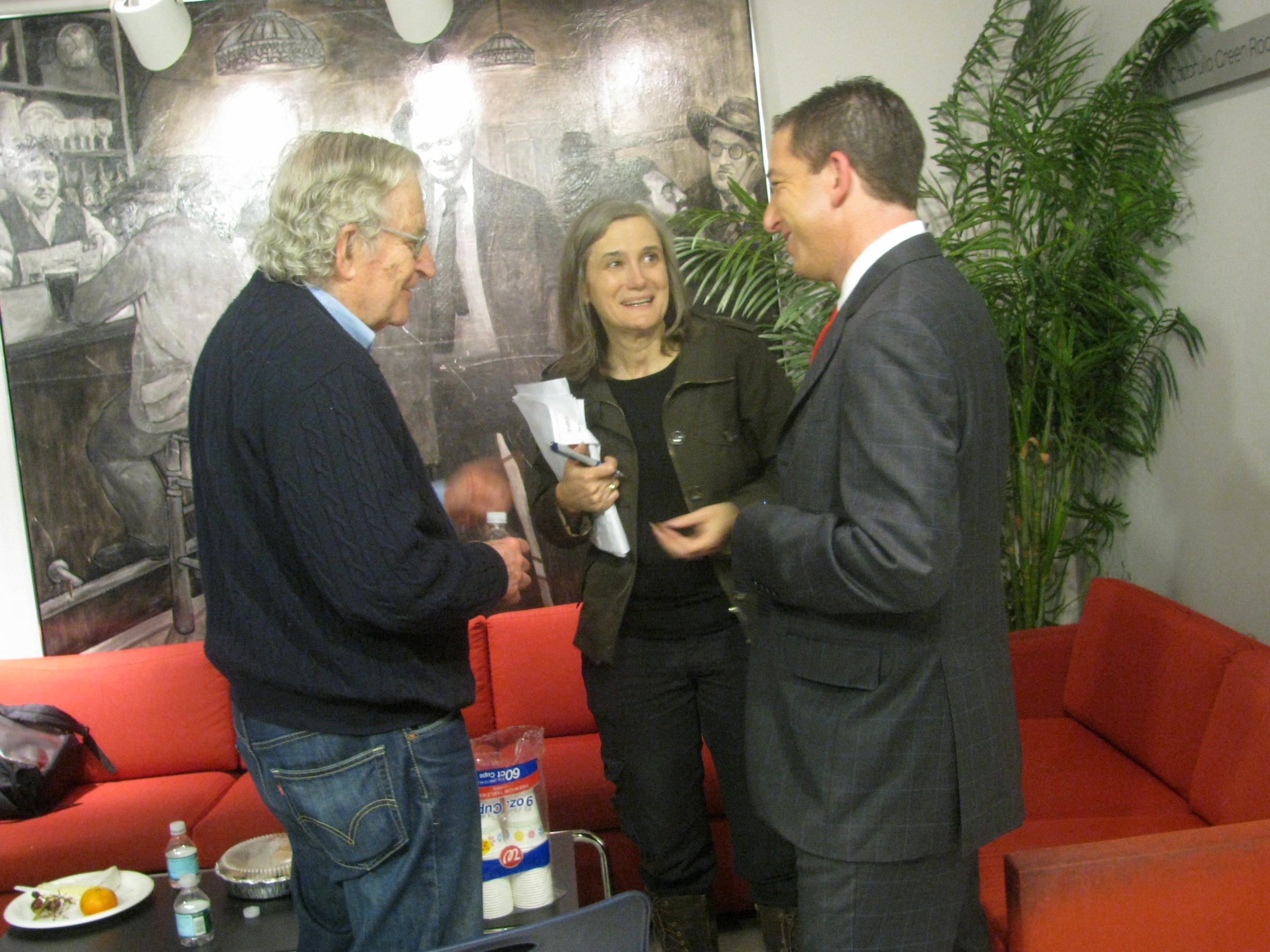
Noam Chomsky, Amy Goodman und Glenn Greenwald (2011)

Ihre journalistische Laufbahn begann Goodmann bei dem Hörfunksender des gemeinnützigen Pacifica Networks WBAI in New York. 1991 berichteten Goodman und Allan Nairn über die Unabhängigkeitsbewegung in Osttimor. Beide wurden dabei Zeugen des Santa-Cruz-Massakers (auch Dili-Massaker). Goodman vermutete, dass ihr amerikanischer Reisepass der Grund war, weshalb sie mit ihrem Leben davonkam, da das US-Militär zu jener Zeit die indonesische Armee unterstützte.
2003 deckten Goodman und der Journalist Jeremy Scahill die Rolle auf, die das Ölunternehmen Chevron in einer Konfrontation zwischen der nigerianischen Armee und Dorfbewohnern spielte, bei der es um die Kontrolle der nigerianischen Ölreserven gegangen war. Vor den US-Präsidentschaftswahlen im Jahre 2000 führte Amy Goodman ein bekanntes spontanes Interview mit Bill Clinton, unter anderem über die Themen Irak, Todesstrafe und Ralph Nader. Clinton hatte ursprünglich nur in der Sendung angerufen, um Bürger dazu aufzurufen, zur Wahl zu gehen, eine gängige Praxis in den USA, auch Get out the vote genannt. Clinton reagierte verärgert auf Goodmans ungeplante Fragen und forderte die Zuhörer auf für Al Gore zu stimmen.
2004 forderten David und Amy Goodman das Pulitzer-Board auf, William L. Laurence und der New York Times den Pulitzer-Preis des Jahres 1946 für die Berichterstattung zu den Atombombenabwürfen auf Hiroshima und Nagasaki abzuerkennen. Sie beanstandeten, dass Laurence während der Zeit seiner Berichterstattung über die Atombomben-Abwürfe neben der NYT auch vom US-Verteidigungsministerium (damals noch Kriegsministerium der Vereinigten Staaten) bezahlt wurde und deshalb nicht unabhängig berichtete, wie es für einen Journalisten geboten sei. Sie kritisierten, dass er den Vorgaben der Regierung folgend berichtete und somit einen Teil der verheerenden Folgen der Bombenabwürfe, vor allem die Todesfälle durch Verstrahlung, verschwieg.
Seit Oktober 2006 schreibt sie eine wöchentliche Kolumne unter dem Titel Breaking the Sound Barrier, die vom King Features Syndicate vertrieben wird.
Im September 2016 wurde in North Dakota ein Haftbefehl gegen Amy Goodmann wegen Überwinden einer Absperrung und Beteiligung an einem nicht genehmigten Protest erlassen. Sie hatte mit ihrem Team für Democracy Now! über die Proteste gegen das Dakota Access Pipeline Projekt aus Standing Rock berichtet. Die Bilder vom Einsatz des privaten Sicherheitsdienstes, der mit Hunden und Pfefferspray gegen die Demonstranten vorgegangen war, führten zu erhöhter Medienaufmerksamkeit über die bis dahin teils wenig beachteten Proteste und wurden von mehreren kommerziellen und öffentlichen amerikanischen Rundfunksendern gezeigt. Am 17. Oktober wurde sie vom Bezirksrichter John Grinsteiner von den gegen sie erhobenen Vorwürfen freigesprochen.

## Auszeichnungen
Goodman erhielt zahlreiche Preise für ihre Arbeit, unter anderem den Robert-F.-Kennedy-Journalism-Preis. 2004 erhielt sie den Thomas Merton Award für Frieden und soziale Gerechtigkeit. Im Jahr 2008 wurde Amy Goodman als erste Journalistin mit dem Right Livelihood Award („Alternativer Nobelpreis“) ausgezeichnet. 2017 wurde Goodman in die American Academy of Arts and Sciences gewählt.

## Schriften (Auswahl)
- Amy Goodman/David Goodman: Keine Widerrede! Warum die Medien aalglatte Politiker und Kriegstreiber lieben. Kai Homilius Verlag, Berlin 2008, ISBN 978-3-89706-856-8.
- Amy Goodman/David Goodman: Static: Government Liars, Media Cheerleaders, and the People who Fight Back. Hyperion Books, 2006, ISBN 1-4013-0293-9.
- Amy Goodman/David Goodman: Standing up to the Madness: Ordinary Heroes in Extraordinary Times. Hyperion Books, 2008, ISBN 1-4013-2288-3.
- Amy Goodman: Breaking the Sound Barrier. Haymarket Books, Chicago 2009, ISBN 978-1-931859-99-8.
- Amy Goodman, Denis Moynihan: The Silenced Majority: Stories of Uprisings, Occupations, Resistance, and Hope. Haymarket Books, 2012, ISBN 1-60846-231-5.